# آبشار تکنداما
آبشار تکنداما (به اسپانیایی: Salto del Tequendama) یک آبشار در کلمبیا است که در بخش کوندینامارکا واقع شده‌است.